# Cloruro de estaño(II)
El cloruro de estaño(II) es un sólido blanco cristalino cuya fórmula es Sn Cl2. Forma un dihidrato estable, pero las soluciones acuosas tienden a sufrir hidrólisis, particularmente cuando se calientan. El SnCl2 es muy utilizado como agente reductor (en solución ácida), y en baños electrolíticos para recubrimiento con estaño. No se debe confundir al cloruro de estaño(II) con los otros cloruros del estaño; Cloruro de estaño(IV) o  cloruro estánnico (SnCl4).

## Estructura química
El SnCl2 posee un par de electrones no compartidos, de forma tal que la molécula en la fase gaseosa se encuentra torcida. En estado sólido, el cristal SnCl2 forma cadenas conectadas mediante puentes cloruro tal como se muestra. El bihidrato también se encuentra coordinado en forma triple, con un agua coordinada con el estaño, y una segunda agua coordinada con la primera. La parte principal de la molécula se apila en capas dobles en la red cristalina, con la "segunda" agua contenida entre las capas.

Estructuras de cloruro de estaño(II) y compuestos relacionados.

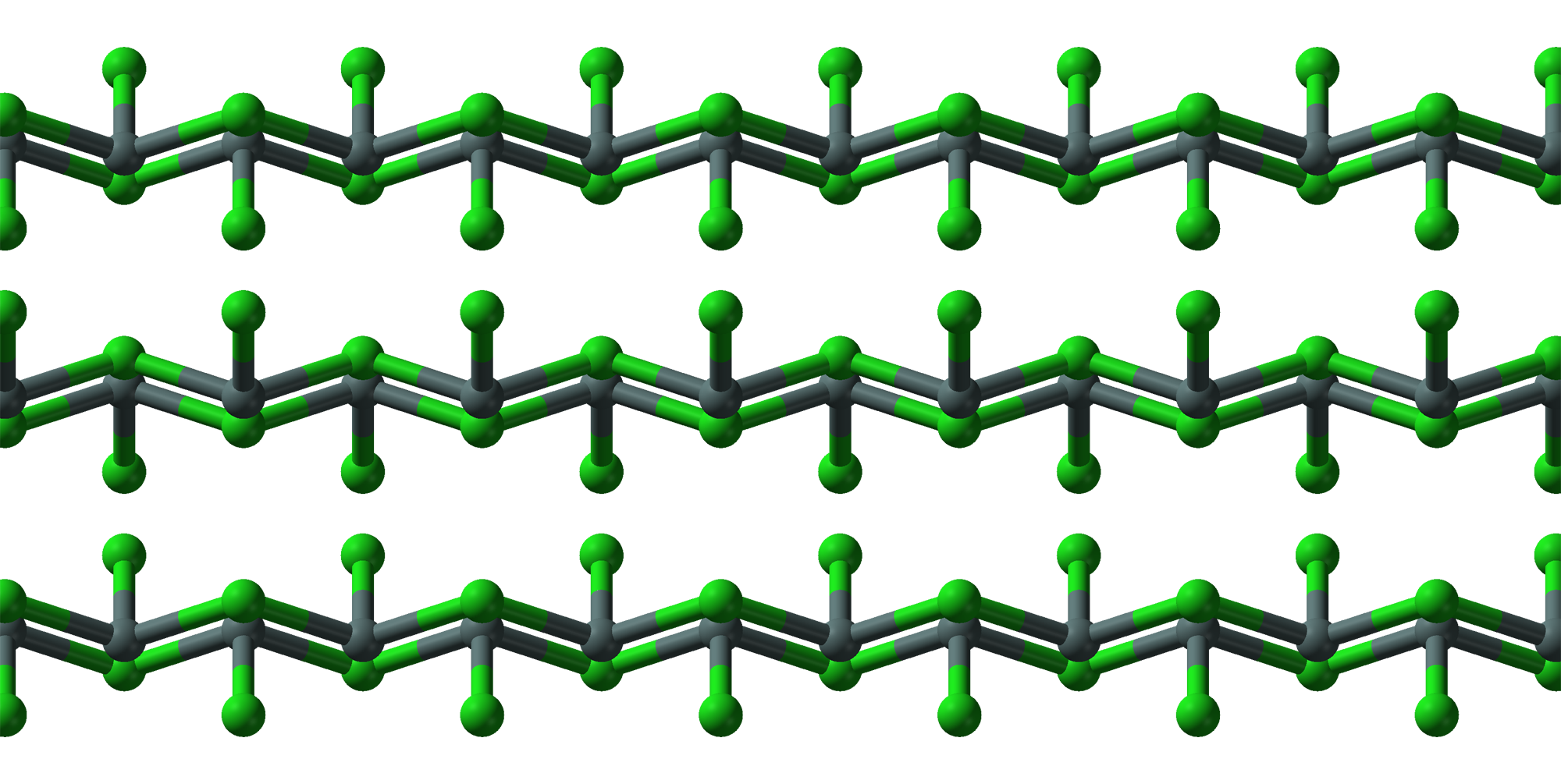
Modelo de barras y esferas de la estructura cristalina del SnCl_{2}